# Etawah
Etawah è una suddivisione dell'India, classificata come municipal board, di 211 460 abitanti, capoluogo del distretto di Etawah, nello stato federato dell'Uttar Pradesh. In base al numero di abitanti la città rientra nella classe I (da 100 000 persone in su)..

## Geografia fisica
La città è situata a 26° 46' 0 N e 79° 1' 60 E e ha un'altitudine di 138 m s.l.m.

## Società

### Evoluzione demografica
Al censimento del 2001 la popolazione di Etawah assommava a 211 460 persone, delle quali 112 833 maschi e 98 627 femmine. I bambini di età inferiore o uguale ai sei anni assommavano a 28 958, dei quali 15 344 maschi e 13 614 femmine. Infine, coloro che erano in grado di saper almeno leggere e scrivere erano 141 458, dei quali 81 224 maschi e 60 234 femmine.